# Foton Saga
Foton Saga — 5-местный компактный кроссовер компании Foton, выпускаемый в 2003—2010 годах. Пикап получил название Foton SUP (Foton Sapu; кит.:萨普).

## Описание
Дизайн автомобиля Foton Saga напоминает автомобиль Honda CR-V второго поколения везде, кроме приборной панели. Автомобиль Foton Saga производился в 2003—2010 годах, после чего был вытеснен с конвейера моделью Foton Tunland. Причиной послужил низкий спрос.
В настоящее время производится только пикап Foton SUP, цены на который составляют от 50880 до 90985 юаней. С 2021 года автомобиль оснащается 1,5-литровым 4-цилиндровым двигателем внутреннего сгорания с рядным расположением цилиндров. Мощность агрегата составляет 116 л. с., крутящий момент составляет 150 Н*м.

## Галерея

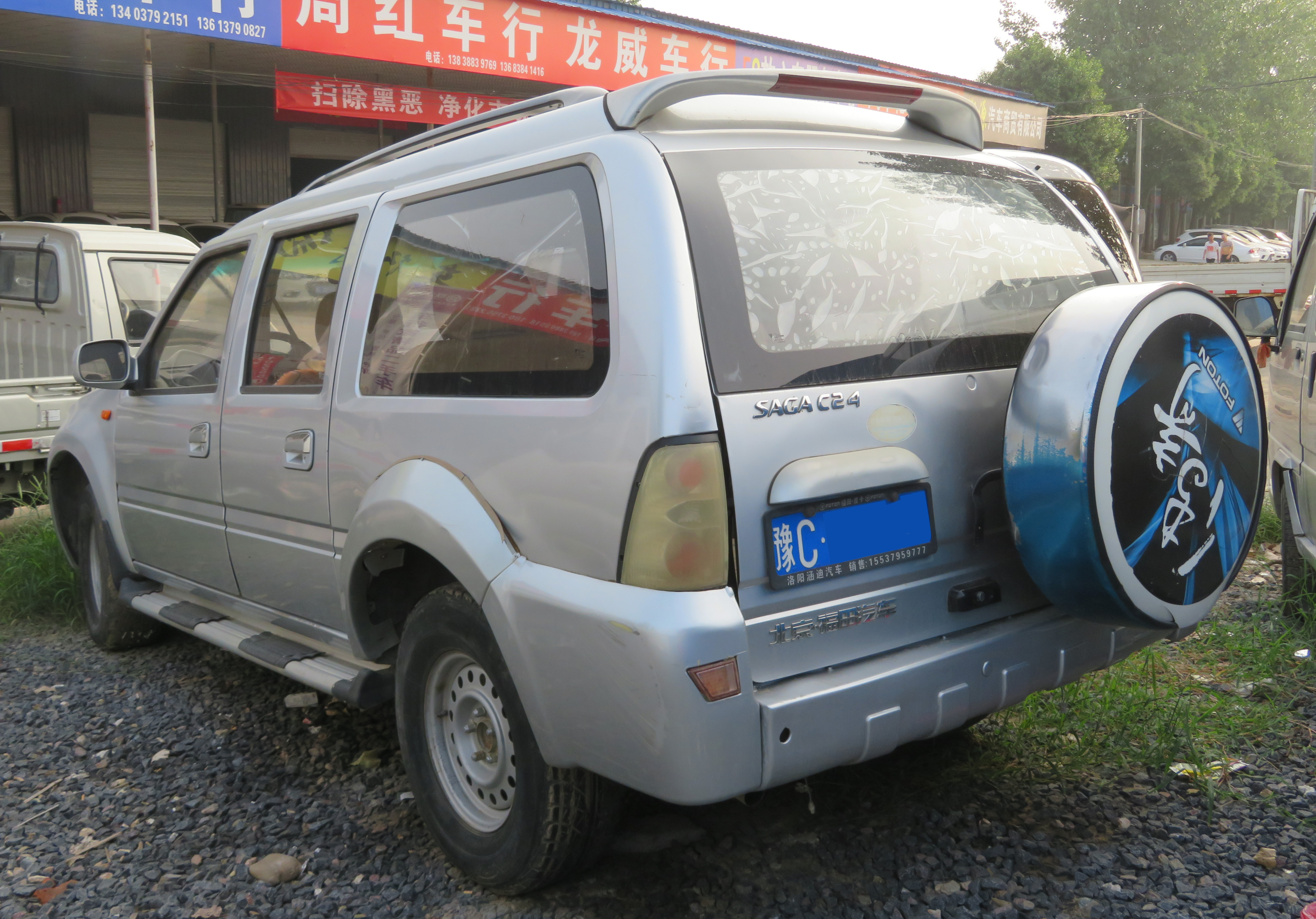
Вид сзади
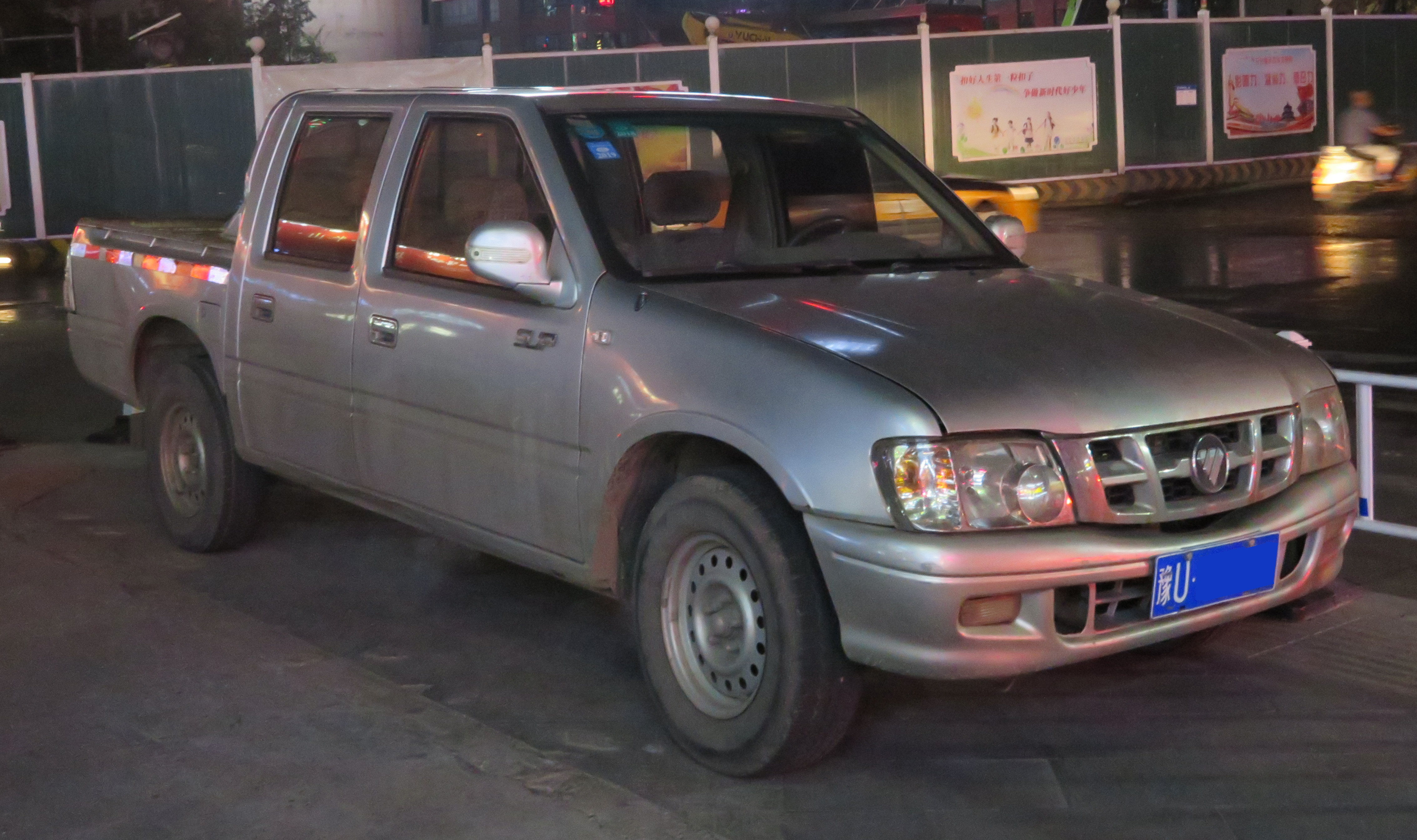
Фейслифтинг передней части Foton SUP
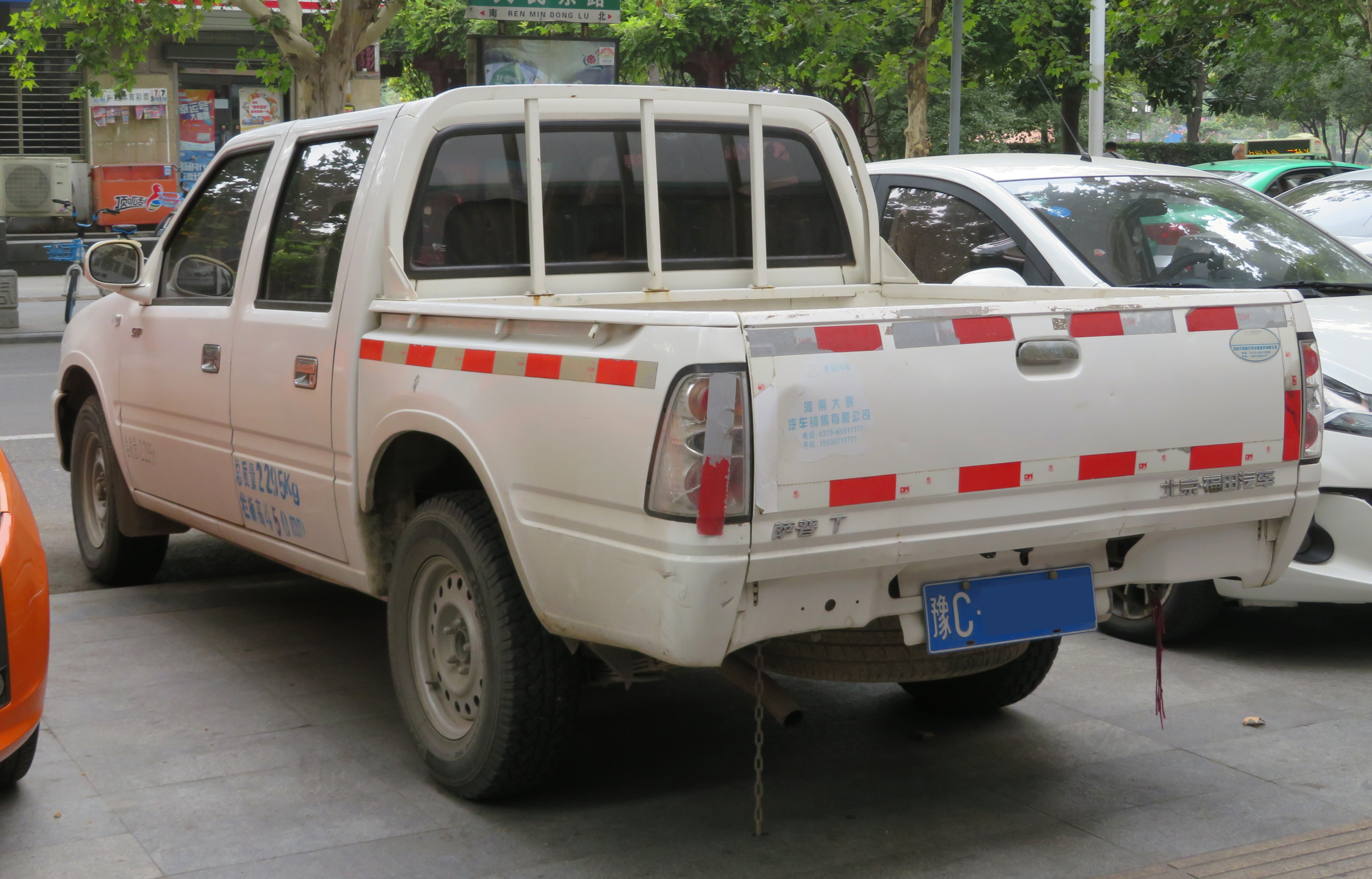
Фейслифтинг задней части Foton SUP
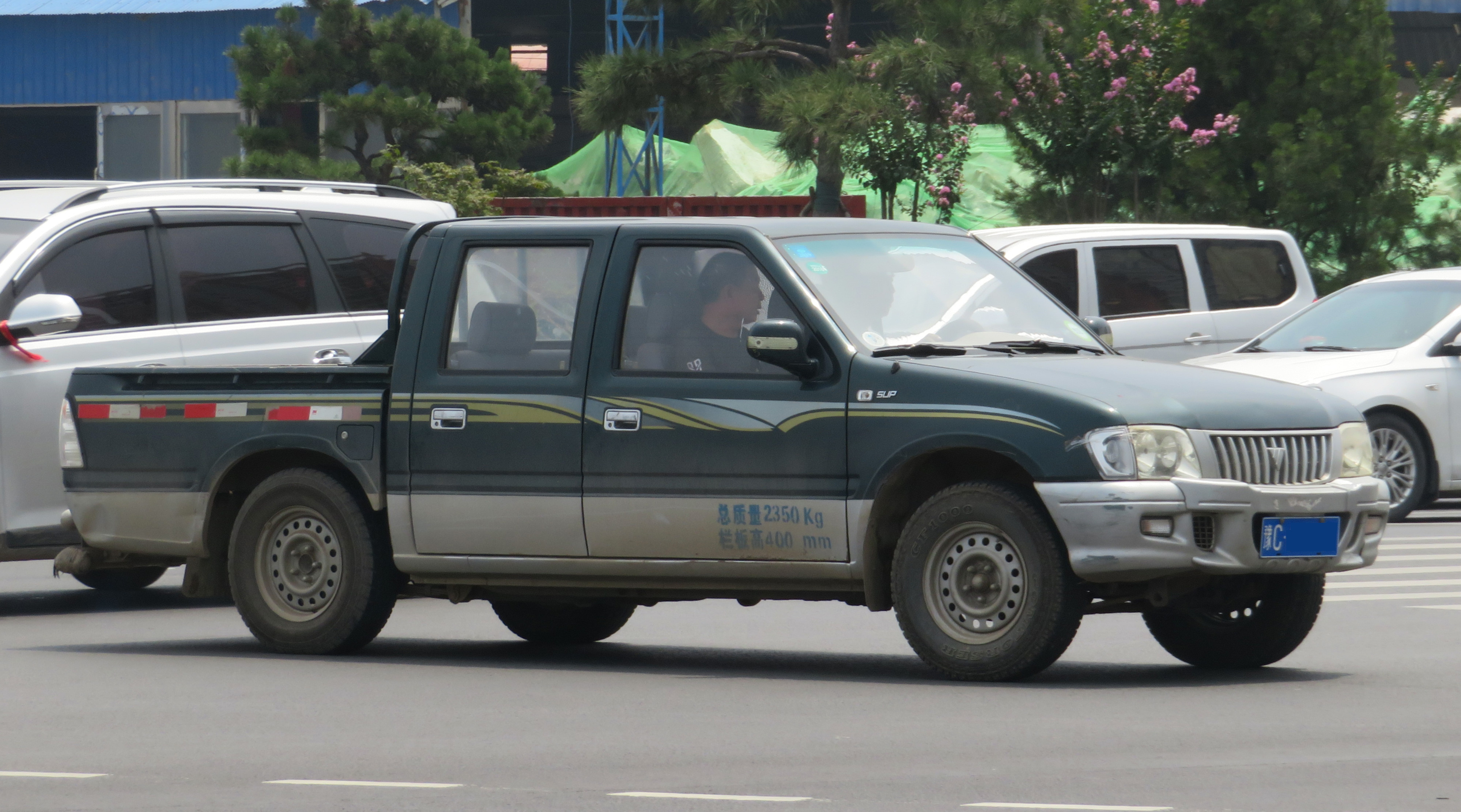
Foton SUP II
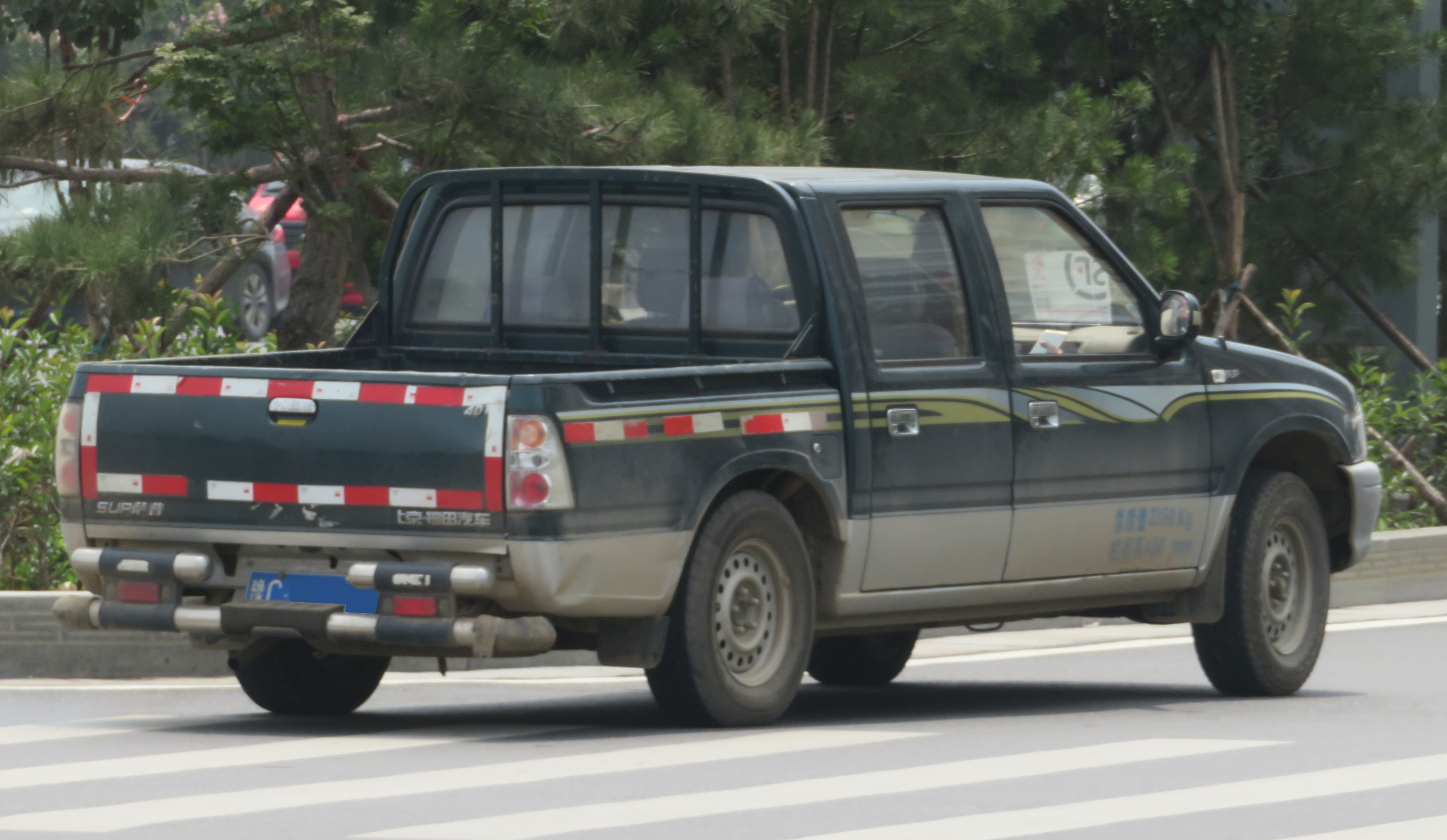
Foton SUP II
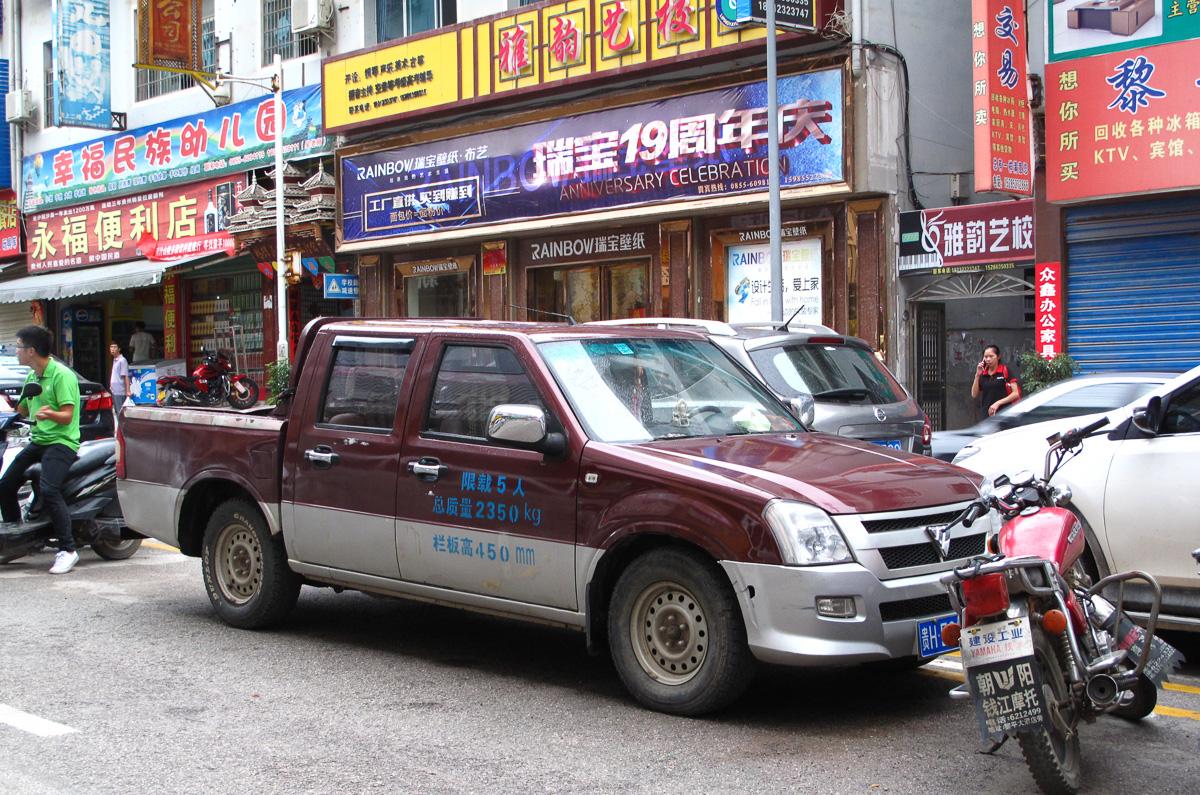
Foton SUP III
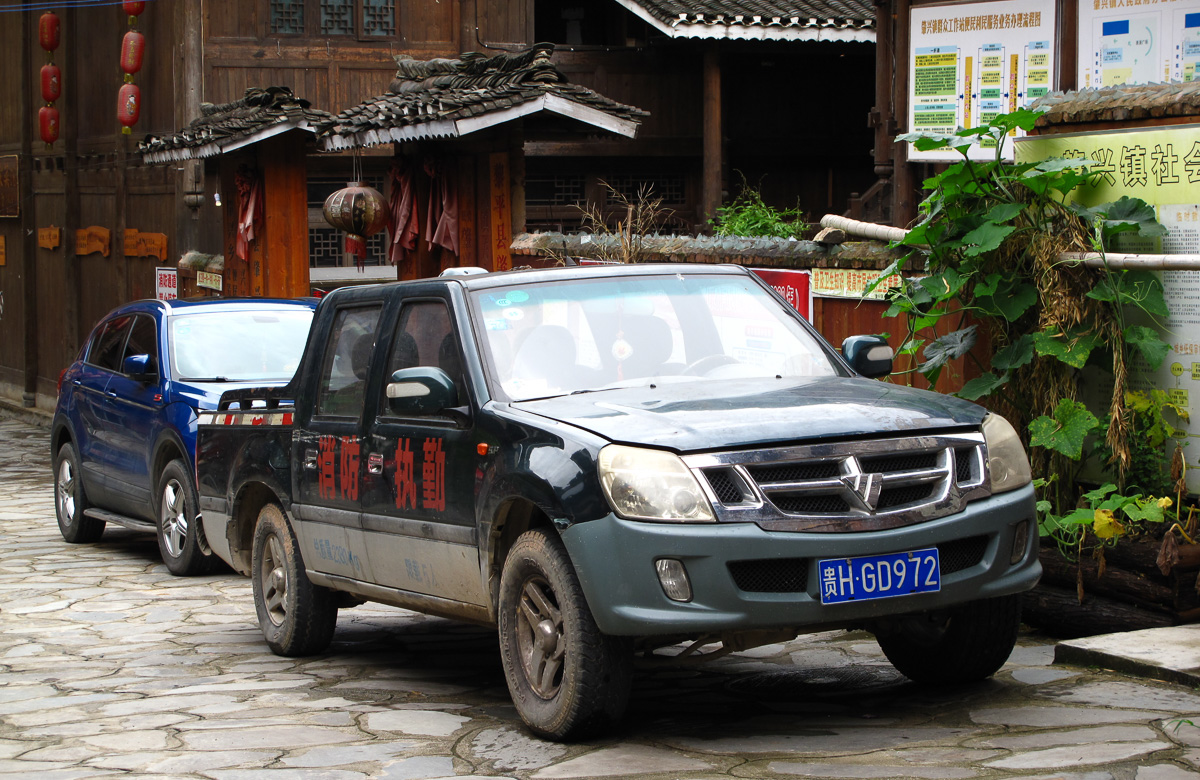
Foton SUP IV
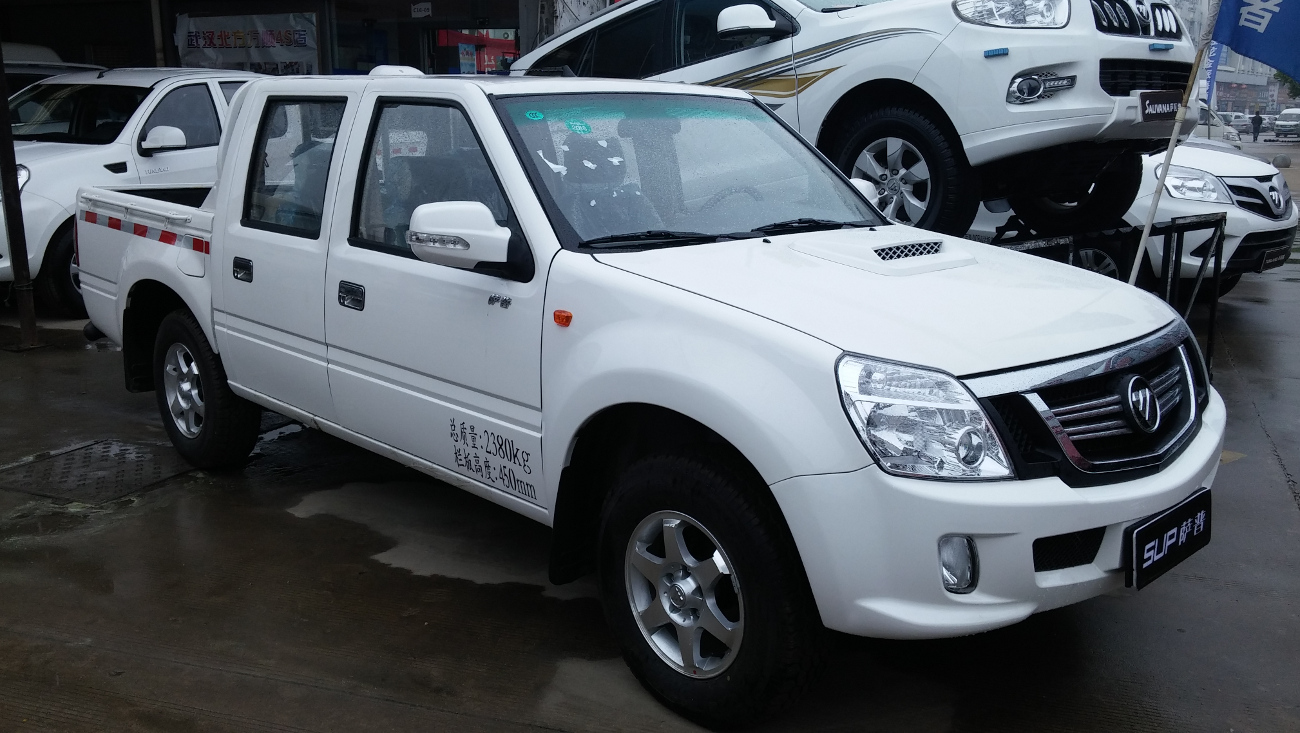
Foton SUP V
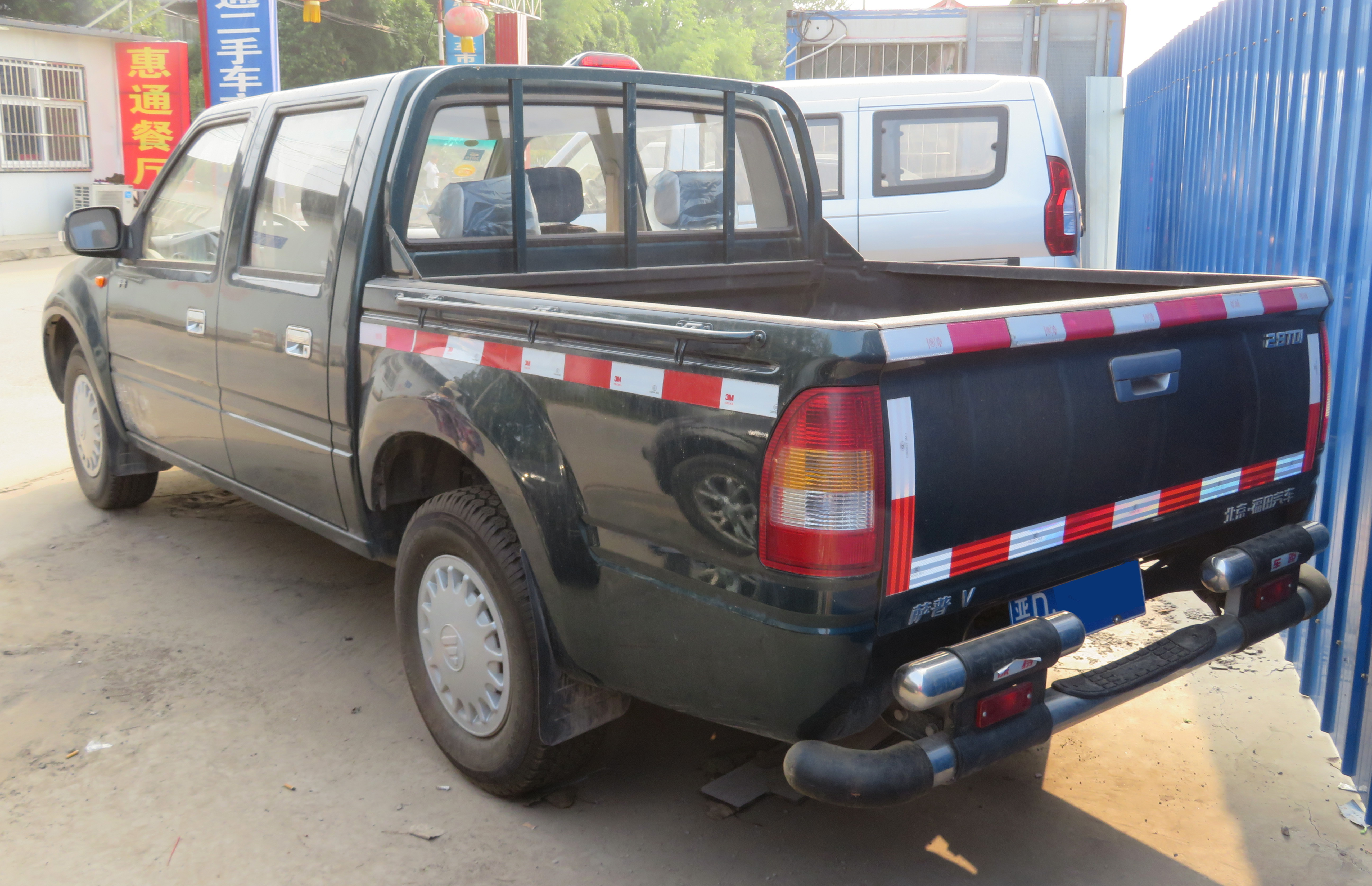
Foton SUP V
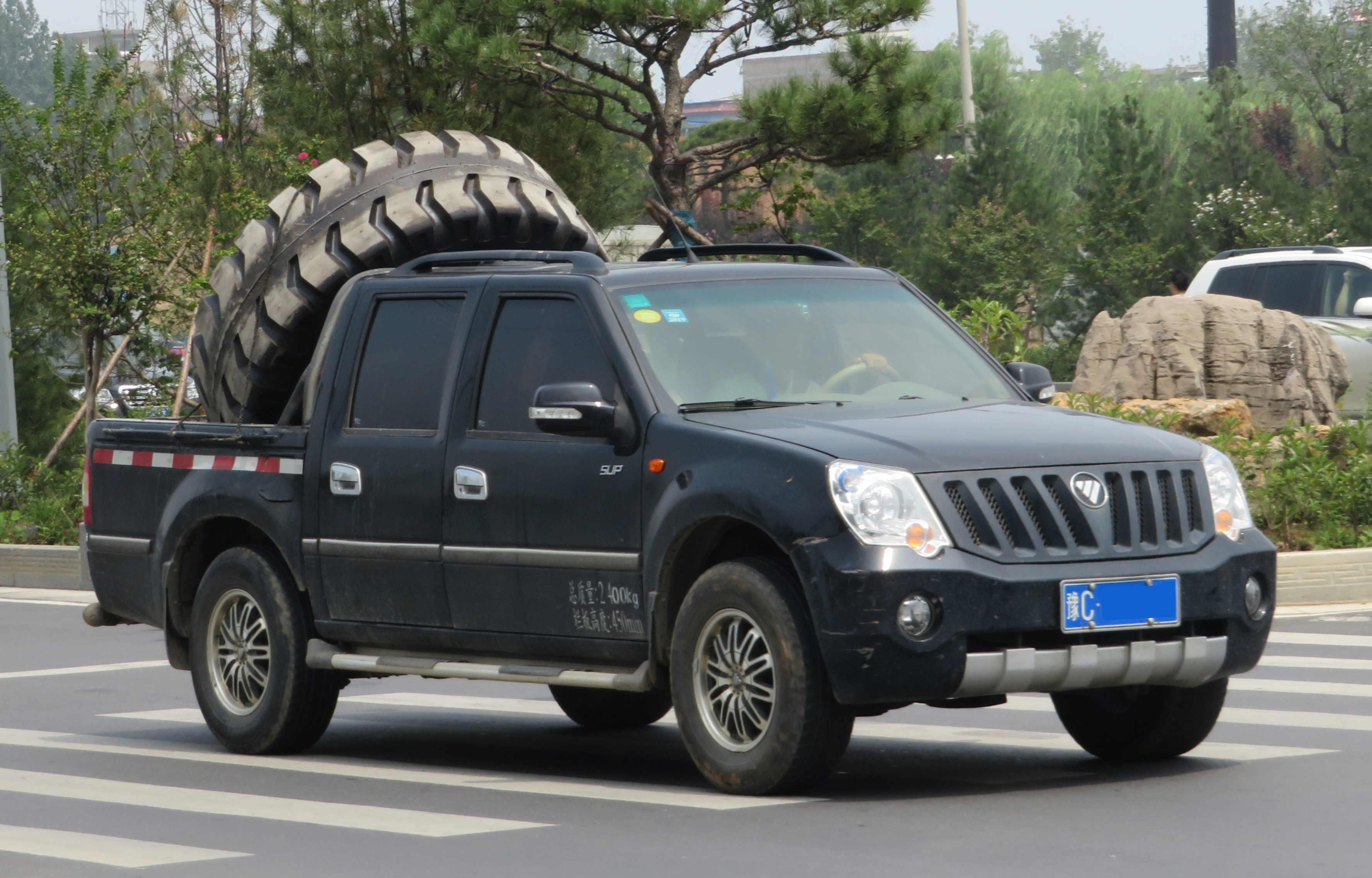
Foton SUP VII
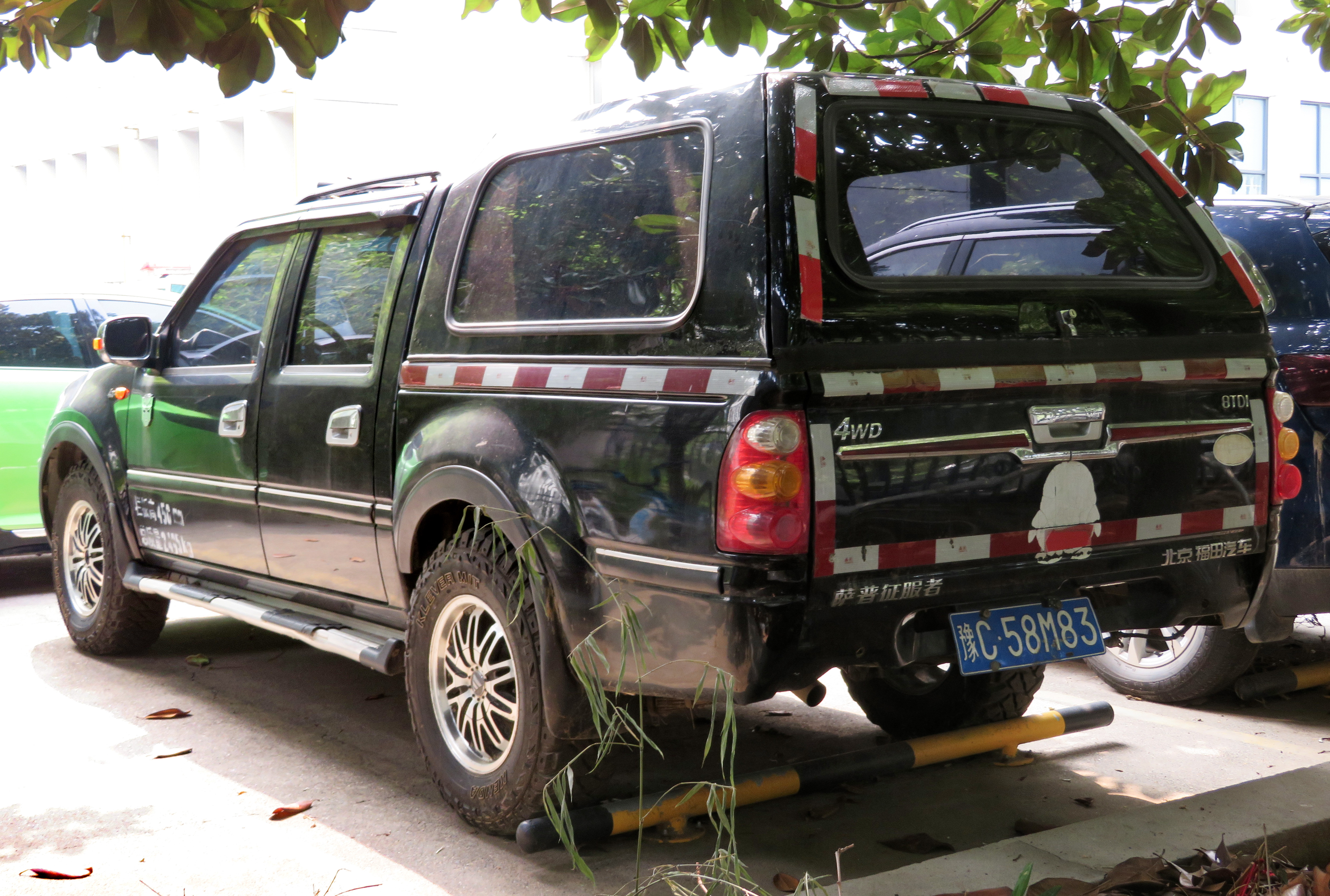
Foton SUP VII